# Manon Kamminga
Manon Marriet Kamminga (Haulerwijk, 7 april 1992) is een Nederlandse oud-langebaanschaatsster en marathonschaatsster en inline-skater. Bij het marathonschaatsen maakte ze deel uit van de ploeg Renault Ladiesteam, op de langebaan kwam ze eventjes uit voor Team Liga. Sinds 2022 is ze ploegleider bij Team A6.nl van onder andere Lianne van Loon.

## Inline-skaten
In 2010 maakte Kamminga haar debuut op een internationaal kampioenschap voor senioren, dit was op het Europees kampioenschap 2010. Ze behaalde op dit toernooi meteen brons op de piste en zilver op de weg, beide op de aflossing. Verder eindigde ze in San Benedetto del Tronto vierde op de 1000 meter sprint, haar beste resultaat individueel dat jaar.
Een jaar later, op het Europees kampioenschap 2011 in haar thuisland, werd Kamminga Europees kampioene op de 1000 meter sprint op de piste. Daarnaast pakte ze zilver en goud op de aflossing in Heerde, samen met de vrouwen waarmee ze een jaar eerder ook dit onderdeel deed. Op de piste met Mariska Huisman en Bianca Roosenboom en op de weg met Elma de Vries en opnieuw Roosenboom. Daarna deed ze mee aan het Wereldkampioenschap 2011, waarop Kamminga zestiende eindigde bij de 20000 meter afvalkoers.

## Persoonlijk
Kamminga is getrouwd met marathonschaatser Gary Hekman en moeder van twee zonen. Daarvoor had ze tussen 2015 en 2018 een relatie met de Amerikaanse sprinter Brittany Bowe.

### Resultaten
| Jaar | Europees kampioenschap                                                                          | Europees kampioenschap                                                                       | Wereldkampioenschap | Wereldkampioenschap                                      |
|      | Piste                                                                                           | Weg                                                                                          | Piste               | Weg                                                      |
| ---- | ----------------------------------------------------------------------------------------------- | -------------------------------------------------------------------------------------------- | ------------------- | -------------------------------------------------------- |
| 2010 | 6e 300m time trial · 7e 500m sprint · 4e 1000m sprint · 12e 10000m afvalkoers · 3000m aflossing | 15e 200m time trial · 7e 500m sprint · 5000m aflossing                                       |                     |                                                          |
| 2011 | 5e 300m time trial · 6e 500m sprint · 1000m sprint · 9e 10000m afvalkoers · 3000m aflossing     | 9e 200m time trial · 9e 500m sprint · 4e 10000m puntenkoers · 12e marathon · 5000m aflossing | 19e 300m time trial | 16e 20000m afvalkoers                                    |
| 2012 |                                                                                                 |                                                                                              |                     | 2e plaats 500m 3e puntenkoers 10.000m 1e 5000m aflossing |

## Langebaanschaatsen
In 2007 werd Kamminga Nederlands allroundkampioen voor C-junioren en won ze de Egbert van 't Oever Aanmoedigingsprijs. Een jaar later werd ze op datzelfde toernooi vierde bij de B-junioren. Mede doordat ze zich meer ging richten op inline-skaten, brak Kamminga nooit door als topschaatsster. Wel deed ze in 2010 mee aan de Nederlandse Kampioenschappen allround 2010, hierop werd ze vijftiende in het klassement.
Na de NK afstanden 2013 maakte Team Liga bekend dat Kamminga de rest van het seizoen 2012-2013 bij de formatie van Marianne Timmer mee zou trainen. Voor seizoen 2013/2014 wordt ze bijgestaan door Desly Hill en wist ze bij het NK Afstanden een WB-ticket te verwerven voor de 1000 meter. Hill en Kamminga maken voor seizoen 2015/2016 de overstap naar Team Stressless waar ze zich richt op de 1500 meter en de massastart.

### Persoonlijke records
| Afstand    | Tijd    | Datum            | Baan           |
| ---------- | ------- | ---------------- | -------------- |
| 500 meter  | 38,73   | 28 december 2013 | Heerenveen     |
| 1000 meter | 1.14,94 | 17 november 2013 | Salt Lake City |
| 1500 meter | 1.57,63 | 29 december 2013 | Heerenveen     |
| 3000 meter | 4.17,05 | 10 oktober 2015  | Inzell         |

### Resultaten
| Jaar | NK afstanden                                 | NK allround             | NK sprint                 |
| ---- | -------------------------------------------- | ----------------------- | ------------------------- |
| 2010 |                                              | NC14 (18e, 11e, 15e, -) |                           |
|      |                                              |                         |                           |
| 2013 | 16e 500m 15e 1000m 19e 1500m                 |                         | NC14 (18e, 15e, 13e, 12e) |
| 2014 | 14e 500m 6e 1000m 10e 1500m                  |                         | 6e (14e, 4e, 15e, 4e)     |
| 2015 | 11e 500m · 9e 1000m · 11e 1500m · massastart |                         | 11e (11e, 6e, 12e, 8e)    |
|      |                                              |                         |                           |
| 2017 | 13e massastart                               |                         |                           |

- = geen deelname
NC# = niet gekwalificeerd voor de laatste afstand, maar wel als #e geklasseerd in de eindrangschikking
(#, #, #, #) = afstandspositie op allroundtoernooi (500m, 3000m, 1500m, 5000m).

## Marathonschaatsen
Het seizoen 2009-2010 was het eerste jaar bij het marathonschaatsen van Kamminga, ze werd dat jaar achtste op het Nederlands kampioenschap op kunstijs. Een jaar later wist ze zelfs brons te behalen en in 2012 werd ze vierde op hetzelfde NK marathon. Voor seizoen 2018/2019 komt ze uit namens MKBasics.nl. Op 17 november 2018 won Kamminga de vijfde KPN Marathon Cup op de Kunstijsbaan Kennemerland van Haarlem en liet Merel Bosma en Bente Kerkhoff achter zich. Op de Trachitol Thropy eindigde Kamminga op 25 november 2018 als tweede met 86 punten achter winnares Irene Schouten. 
In 2019 werd ze tweede tijdens de Alternatieve Elfstedentocht Weissensee en ze won het eindklassement om de KPN Marathon Cup 2018/19.